# Rhabdophyllum
Rhabdophyllum es un género de plantas fanerógamas que pertenecen a la familia Ochnaceae.  Comprende 37 especies descritas y de estas, solo 5 aceptadas.

## Taxonomía
El género fue descrito por Philippe Édouard Léon Van Tieghem y publicado en Journal de Botanique (Morot) 17: 201. 1902.

## Especies aceptadas
A continuación se brinda un listado de las especies del género Rhabdophyllum  aceptadas hasta mayo de 2014, ordenadas alfabéticamente. Para cada una se indica el nombre binomial seguido del autor, abreviado según las convenciones y usos: 
- Rhabdophyllum arnoldianum (De Wild. & T. Durand) Tiegh.
- Rhabdophyllum bracteolatum (Gilg) Farron
- Rhabdophyllum refractum (De Wild. et Th. Dur.) Tiegh.
- Rhabdophyllum thonneri (De Wild.) Farron
- Rhabdophyllum welwitschii Tiegh.